# Иржач (деревня)
Иржач — деревня в Суражском районе Брянской области России. Входит в состав Дубровского сельского поселения.

## География
Деревня находится в северо-западной части Брянской области, в зоне хвойно-широколиственных лесов, в пределах части Приднепровской низменности, на берегах реки Иржач, при автодороге 15К-2507, на расстоянии примерно 7 километров (по прямой) к северо-северо-западу от города Суража, административного центра района. Абсолютная высота — 162 метра над уровнем моря.

### Климат
Климат характеризуется как умеренно континентальный с достаточным увлажнением, тёплым летом и умеренно холодной зимой. Среднегодовая многолетняя температура воздуха составляет 5,4 °С. Средняя температура воздуха самого тёплого месяца (июля) — 18,1 °C (абсолютный максимум — 37 °C); самого холодного (января) — −8 — −7,5 °C (абсолютный минимум — −37 °C). Период активной вегетации растений (с температурой выше 10°С) составляет 144 дня. Среднегодовое количество атмосферных осадков составляет 554 мм, из которых большая часть (285 мм) выпадает в тёплый период. Снежный покров держится в течение 120—130 дней.

### Часовой пояс
Деревня Иржач, как и вся Брянская область, находится в часовой зоне МСК (московское время). Смещение применяемого времени относительно UTC составляет +3:00.

## История
В XIX веке - раздельно хутор и одноименная деревня к северу от него (ныне объединены). 
С 1861 по 1927 в Душатинской волости Суражского (с 1921 - Клинцовского) уезда; затем в Суражской волости, Суражском районе (с 1929). 
В середине XX века - колхоз "Красный пахарь". До 1960 - центр Иржачского сельсовета, в 1960-2005 в Далисичском сельсовете. 
В 2 км к западу от деревни в первой половине XX века существовал одноименный железнодорожный разъезд на линии Унеча-Орша.

## Население
| 2010 | 2013 |
| ---- | ---- |
| 6    | →6   |

### Национальный состав
420 человек (1901), в национальной структуре населения русские составляли 100 % из 10 человек (2002).
Будет упразднена как фактически не существующая в связи с переселением всех жителей на постоянное место жительства в другие населённые пункты.